# Copa da França de Futebol de 2022–23
A Copa da França de Futebol de 2022–23 foi a 106ª edição dessa competição francesa de futebol organizada pela FFF. O torneio é aberto para todos os clubes do futebol francês, como também para os times dos Departamentos e territórios ultramarinos da França (Guadalupe, Guiana Francesa, Martinica, Mayotte, Polinésia Francesa, Nova Caledónia, Reunião, São Martinho e São Pedro e Miquelão)

## Fases preliminares

### Round 1 – 6
Os seis primeiros rounds, e qualquer preliminar requerida, foram organizadas pelas Ligas Regionais e pelos territórios ultramarinos, os quais permitiram que qualquer time dentro das suas ligas pudessem entrar na competição até o terceiro round.
Os times da Championnat National 3 entraram no terceiro round, já os da Championnat National 2 entraram no quarto round e os da Championnat National entraram no quinto round.

### Round 7
Os 145 times qualificados das Ligas Regionais se juntaram aos 10 times qualificados dos territórios ultramarinos e as 20 equipes da Ligue 2 de 2022–23.
Os qualificados de Reunião, Martinica, Guadalupe e Guiana Francesa jogam entre si nesse round.

### Round 8
Os times vencedores do round anterior se enfrentam entre si. Os times de Reunião e Guiana Francesa jogaram suas partidas em casa, sendo assim, durante o sorteio, foi priorizado uma lista de times que pudessem viajar. Os times Aubervilliers e Évreux foram os selecionados para os confrontos.
O restante dos times foram sorteados normalmente entre si.

## Trigésima-segundas de final
O sorteio para esta fase ocorreu em 21 de novembro de 2022, com os times classificados divididos em quatro grupos regionais, e os 20 times da Ligue 1 de 2022–23 divididos igualmente entre esses grupos. As partidas aconteceram nos dias 6, 7 e 8 de janeiro de 2023.

### Grupo A
| Equipe 1  | Total      | Equipe 2       |
| --------- | ---------- | -------------- |
| Jura Sud  | 1-2        | Ajaccio        |
| Aubagne   | 1-3        | Chambéry       |
| Grenoble  | 1-0        | Nîmes          |
| Grasse    | 1-0        | La Tamponnaise |
| Pau       | 2-1        | Montpellier    |
| Monaco    | 2-2 (4-5p) | Rodez          |
| Le Puy    | 1-0        | Nice           |
| Marseille | 2-0        | Hyères         |

### Grupo B
| Equipe 1           | Total | Equipe 2     |
| ------------------ | ----- | ------------ |
| Lannion            | 1-7   | Toulouse     |
| Avranches          | 0-2   | Brest        |
| Virois             | 0-2   | Nantes       |
| La Châtaigneraie   | 0-6   | Lorient      |
| Stade Pontivyen    | 1-4   | Les Herbiers |
| Stade Plabennécois | 2-0   | Vannes       |
| Granville          | 0-3   | Niort        |
| Bordeaux           | 1-2   | Rennes       |

### Grupo C
| Equipe 1        | Total      | Equipe 2                |
| --------------- | ---------- | ----------------------- |
| Dunkerque       | 2-2 (4-5p) | Auxerre                 |
| Paris           | 3-1        | Valenciennes            |
| Belfort         | 3-1        | Olympique Saint-Quentin |
| Loon-Plage      | 0-7        | Reims                   |
| Thaon           | 0-0 (4-2p) | Amiens                  |
| Linas-Montlhéry | 0-2        | Lens                    |
| Pays de Cassel  | 1-1 (5-4p) | Wasquehal Football      |
| Lille           | 2-0        | Troyes                  |

### Grupo D
| Equipe 1                 | Total      | Equipe 2            |
| ------------------------ | ---------- | ------------------- |
| Strasbourg Koenigshoffen | 0-0 (4-3p) | Clermont Foot       |
| Avoine                   | 1-2        | Vierzon             |
| Évreux                   | 1-1 (3-4p) | Bastia              |
| Strasbourg               | 0-0 (4-5p) | Angers              |
| Lyon                     | 2-1        | Metz                |
| Villerupt-Thil           | 1-6        | Annecy              |
| Chamalières              | 0-0 (6-5p) | Bourges             |
| Châteauroux              | 1-3        | Paris Saint-Germain |

## Décima-sextas de final
O sorteio para esta fase ocorreu em 8 de janeiro de 2023. As partidas foram jogadas entre 20 e 23 de janeiro de 2023.
| Equipe 1                 | Total      | Equipe 2            |
| ------------------------ | ---------- | ------------------- |
| Marseille                | 1-0        | Rennes              |
| Chambéry                 | 0-3        | Lyon                |
| Stade Plabennécois       | 0-1        | Grenoble            |
| Chamalières              | 0-4        | Paris               |
| Bastia                   | 1-1 (1-4p) | Lorient             |
| Les Herbiers             | 0-3        | Reims               |
| Grasse                   | 0-0 (4-5p) | Rodez               |
| Toulouse                 | 2-0        | Ajaccio             |
| Strasbourg Koenigshoffen | 0-1        | Angers              |
| Niort                    | 0-4        | Auxerre             |
| Lille                    | 2-0        | Pau                 |
| Thaon                    | 0-0 (2-4p) | Nantes              |
| Le Puy                   | 0-0 (3-5p) | Vierzon             |
| Belfort                  | 1-1 (3-4p) | Annecy              |
| Brest                    | 1-3        | Lens                |
| Pays de Cassel           | 0-7        | Paris Saint-Germain |

## Fase final

### Tabelão até a final
|  | Oitavas de final    | Oitavas de final |      |           | Quartas de final | Quartas de final |  |        | Semifinais | Semifinais |  |        | Final | Final |
|  |                     |                  |      |           |                  |                  |  |        |            |            |  |        |       |       |
|  | Angers              | 1(2)             |      |           |                  |                  |  |        |            |            |  |        |       |       |
|  | Nantes              | 1(4)             |      |           |                  |                  |  |        |            |            |  |        |       |       |
|  | Nantes              | 1(4)             |      | Nantes    | 2                |                  |  |        |            |            |  |        |       |       |
|  |                     |                  |      | Nantes    | 2                |                  |  |        |            |            |  |        |       |       |
|  |                     | Lens             | 1    |           |                  |                  |  |        |            |            |  |        |       |       |
|  | Lorient             | Lens             | 1    | 1(2)      |                  |                  |  |        |            |            |  |        |       |       |
|  | Lorient             |                  |      | 1(2)      |                  |                  |  |        |            |            |  |        |       |       |
|  | Lens                | 1(4)             |      |           |                  |                  |  |        |            |            |  |        |       |       |
|  | Lens                | 1(4)             |      |           |                  |                  |  | Nantes | 1          |            |  |        |       |       |
|  |                     |                  |      |           |                  |                  |  | Nantes | 1          |            |  |        |       |       |
|  |                     | Lyon             | 0    |           |                  |                  |  |        |            |            |  |        |       |       |
|  | Lyon                | Lyon             | 0    | 2(4)      |                  |                  |  |        |            |            |  |        |       |       |
|  | Lyon                |                  |      | 2(4)      |                  |                  |  |        |            |            |  |        |       |       |
|  | Lille               | 2(2)             |      |           |                  |                  |  |        |            |            |  |        |       |       |
|  | Lille               | 2(2)             |      | Lyon      | 2                |                  |  |        |            |            |  |        |       |       |
|  |                     |                  |      | Lyon      | 2                |                  |  |        |            |            |  |        |       |       |
|  |                     | Grenoble         | 1    |           |                  |                  |  |        |            |            |  |        |       |       |
|  | Vierzon             | Grenoble         | 1    | 0         |                  |                  |  |        |            |            |  |        |       |       |
|  | Vierzon             |                  |      | 0         |                  |                  |  |        |            |            |  |        |       |       |
|  | Grenoble            | 1                |      |           |                  |                  |  |        |            |            |  |        |       |       |
|  | Grenoble            | 1                |      |           |                  |                  |  |        |            |            |  | Nantes | 1     |       |
|  |                     |                  |      |           |                  |                  |  |        |            |            |  | Nantes | 1     |       |
|  |                     | Toulouse         | 5    |           |                  |                  |  |        |            |            |  |        |       |       |
|  | Marseille           | Toulouse         | 5    | 2         |                  |                  |  |        |            |            |  |        |       |       |
|  | Marseille           |                  |      | 2         |                  |                  |  |        |            |            |  |        |       |       |
|  | Paris Saint-Germain | 1                |      |           |                  |                  |  |        |            |            |  |        |       |       |
|  | Paris Saint-Germain | 1                |      | Marseille | 2(6)             |                  |  |        |            |            |  |        |       |       |
|  |                     |                  |      | Marseille | 2(6)             |                  |  |        |            |            |  |        |       |       |
|  |                     | Annecy           | 2(7) |           |                  |                  |  |        |            |            |  |        |       |       |
|  | Paris               | Annecy           | 2(7) | 1(5)      |                  |                  |  |        |            |            |  |        |       |       |
|  | Paris               |                  |      | 1(5)      |                  |                  |  |        |            |            |  |        |       |       |
|  | Annecy              | 1(6)             |      |           |                  |                  |  |        |            |            |  |        |       |       |
|  | Annecy              | 1(6)             |      |           |                  |                  |  | Annecy | 1          |            |  |        |       |       |
|  |                     |                  |      |           |                  |                  |  | Annecy | 1          |            |  |        |       |       |
|  |                     | Toulouse         | 2    |           |                  |                  |  |        |            |            |  |        |       |       |
|  | Toulouse            | Toulouse         | 2    | 3         |                  |                  |  |        |            |            |  |        |       |       |
|  | Toulouse            |                  |      | 3         |                  |                  |  |        |            |            |  |        |       |       |
|  | Reims               | 1                |      |           |                  |                  |  |        |            |            |  |        |       |       |
|  | Reims               | 1                |      | Toulouse  | 6                |                  |  |        |            |            |  |        |       |       |
|  |                     |                  |      | Toulouse  | 6                |                  |  |        |            |            |  |        |       |       |
|  |                     | Rodez            | 1    |           |                  |                  |  |        |            |            |  |        |       |       |
|  | Auxerre             | Rodez            | 1    | 2         |                  |                  |  |        |            |            |  |        |       |       |
|  | Auxerre             |                  |      | 2         |                  |                  |  |        |            |            |  |        |       |       |
|  | Rodez               | 3                |      |           |                  |                  |  |        |            |            |  |        |       |       |

### Oitavas de final
O sorteio para esta fase ocorreu em 8 de janeiro de 2023. As partidas foram jogadas entre 8 e 9 de fevereiro de 2023.
| Equipe 1  | Total      | Equipe 2            |
| --------- | ---------- | ------------------- |
| Angers    | 1–1 (2–4p) | Nantes              |
| Lyon      | 2–2 (4–2p) | Lille               |
| Toulouse  | 3–1        | Reims               |
| Auxerre   | 2–3        | Rodez               |
| Paris     | 1–1 (5–6p) | Annecy              |
| Vierzon   | 0–1        | Grenoble            |
| Marseille | 2–1        | Paris Saint-Germain |
| Lorient   | 1–1 (2–4p) | Lens                |

### Quartas de final
O sorteio para esta fase ocorreu em 9 de fevereiro de 2023. As partidas foram jogadas no dia 1 de março de 2023.
| Equipe 1  | Total      | Equipe 2 |
| --------- | ---------- | -------- |
| Marseille | 2–2 (6–7p) | Annecy   |
| Lyon      | 2–1        | Grenoble |
| Toulouse  | 6–1        | Rodez    |
| Nantes    | 2–1        | Lens     |

### Semifinais
O sorteio para esta fase ocorreu em 2 de março de 2023. As partidas foram jogadas nos dias 5 e 6 de abril de 2023.
| Equipe 1 | Total | Equipe 2 |
| -------- | ----- | -------- |
| Nantes   | 1–0   | Lyon     |
| Annecy   | 1–2   | Toulouse |

### Final
| 29 de abril de 2023 | Nantes         | 1 – 5 | Toulouse                                          | Stade de France, Saint-Denis               |
| 21:00 (UTC+1)       | Blas 75' (pen) |       | Costa 4', 10' · Dallinga 23', 31' · Aboukhlal 79' | Público: 78 000 Árbitro: FRA Benoît Millot |

## Premiação
| Copa da França de 2021–22    |
| ---------------------------- |
| Toulouse Campeão (1º título) |